# Hydriomena fuscoundata
Hydriomena fuscoundata är en fjärilsart som beskrevs av Donovan 1806. Hydriomena fuscoundata ingår i släktet Hydriomena och familjen mätare. Inga underarter finns listade i Catalogue of Life.